# SN 1952G
SN 1952G – supernowa odkryta 18 kwietnia 1952 roku w galaktyce NGC 5668. W momencie odkrycia miała maksymalną jasność 17,90m.